# L 34-26
L 34-26, también conocida como COCONUTS-2A y TYC 9381-1809-1, es una estrella enana roja de tipo M3V ubicada a 35 años luz de la Tierra, en la constelación de Chamaeleon. La estrella tiene aproximadamente un tercio de la masa del Sol, con una edad de entre 150 y 800 millones de años.

## Sistema planetario
En 2021, se descubrió un exoplaneta gigante gaseoso que orbita la estrella, llamado COCONUTS-2b. Con una masa equivalente a 8 MJ, tarda más de un millón de años en completar una órbita alrededor de la estrella, que orbita a 7506 UA de distancia.
Investigadores que utilizaron TESS descubrieron que L 34-26 presentaba erupciones estelares aproximadamente cada 0.48 días. Fue la estrella anfitriona de planetas más activa de su muestra. El equipo que estudió la estrella anfitriona también descubrió que L 34-26 rota rápidamente, con un período de rotación de 2.83 días. El planeta no debería verse afectado por las erupciones debido a la gran separación orbital. La estrella se ve casi en el ecuador con i = 81.8 ± 5.8 grados y podría pertenecer a la corona propuesta de la Osa Mayor, que tiene 400 millones de años.